# Irapuru (ort)
Irapuru är en ort i Brasilien.   Den ligger i kommunen Irapuru och delstaten São Paulo, i den södra delen av landet, 700 km sydväst om huvudstaden Brasília. Irapuru ligger 439 meter över havet och antalet invånare är 7 787.
Terrängen runt Irapuru är huvudsakligen platt. Irapuru ligger uppe på en höjd. Närmaste större samhälle är Junqueirópolis, 11,1 km nordväst om Irapuru.
Trakten runt Irapuru består i huvudsak av gräsmarker. Runt Irapuru är det ganska glesbefolkat, med 28 invånare per kvadratkilometer.